# Magersdorf, Volšperk
Magersdorf je naselje v Občini Volšperk v Okraju Volšperk na Koroškem v Avstriji.